# Kirrajärvi
Kirrajärvi är en sjö i Kiruna kommun i Lappland och ingår i Kalixälvens huvudavrinningsområde. Kirrajärvi ligger i Torne och Kalix älvsystem Natura 2000-område.